# Complejo de superioridad
El complejo de superioridad es un mecanismo inconsciente en el cual tratan de compensarse los sentimientos de inferioridad de los individuos, resaltando aquellas cualidades en las que sobresalen. Es lógico pensar que cada individuo posea aspectos positivos y otros negativos. Posiblemente los aspectos negativos del ser son obviados por su psiquis para obcecarse sólo con los positivos. El término fue acuñado por Alfred Adler (7 de febrero de 1870 – 28 de mayo de 1937).
La exhibición del complejo de superioridad, generalmente, se proyecta hacia los sentimientos de inferioridad con respecto a los demás. El problema más común de este complejo es sentirse "apartado" de los grupos sociales, por no presentar las mismas características que el resto de las personas. En el resto de las personas, al estar con una persona con este tipo de complejos, se puede llegar a pensar que son arrogantes o que quieren hacerse destacar por aspectos banales.
La conducta relacionada con este mecanismo puede incluir una opinión exageradamente positiva sobre el valor y las habilidades de uno mismo, expectativas muy altas y poco realistas con respecto a los logros de uno mismo y de los demás, vanidad, una cierta necesidad de llamar la atención (expresada a través de diferentes maneras), orgullo, sentimentalismo y facilidad de ser herido, una tendencia a rechazar las opiniones de los demás (a veces con fundamentos racionales), comportamiento snob, entre otras.
El alejamiento social y el "soñar despierto" puede ser también asociado al complejo de superioridad, ya que es una forma de evadir el temor al fracaso relacionado con los sentimientos de incapacidad de enfrentar el mundo real.
Los complejos de superioridad e inferioridad son a menudo presentados ambos en las mismas personas, y se manifiestan de maneras diferentes. Sin embargo, los dos complejos pueden existir el uno sin el otro.